# Petrologie
Petrologia (din grecescul πέτρα, petra, „piatră”, „rocă” și λόγος, logos, „știință”) este ramura geologiei și mineralogiei care se ocupă cu studiul originii, compoziției, distribuției și structurii rocilor. 
Principalele domenii ale petrologiei sunt petrogeneza și petrografia